# Ducato di Cracovia
Il ducato di Cracovia (in polacco: Księstwo krakowskie, conosciuto anche Dzielnica senioralna, "provincia delsenior") fu un ducato medievale polacco, istituito come il più importante tra le cinque province stabilite nel 1138, secondo il testamento di Boleslao III Boccatorta (in polacco: Bolesław III Krzywousty). Esistette durante il periodo di frammentazione della Polonia fino al 1320 e aveva come capitale Cracovia, nella regione della Piccola Polonia. 

## Il testamento di Boleslao III
"Provincia del senior", composta da parte orientale della Grande Polonia, Piccola Polonia, Cuiavia occidentale, Terra di Łęczyca e Terra di Sieradz, sotto Ladislao II l'Esiliato
     Provincia di Slesia di Ladislao II
     Provincia di Masovia di Boleslao IV il Ricciuto
     Provincia di Grande Polonia di Miecislao III
     Provincia di Sandomierz di Enrico, divisa dal "Provincia del senior"
     Provincia di Łęczyca (Terre di Łęczyca, Terre di Sieradz) assegnate a Salomea di Berg
     Pomerania, originariamente parte della "Provincia del senior", divisa come provincia vassalla solo la famiglia dei Samboridi (Sobiesławic)

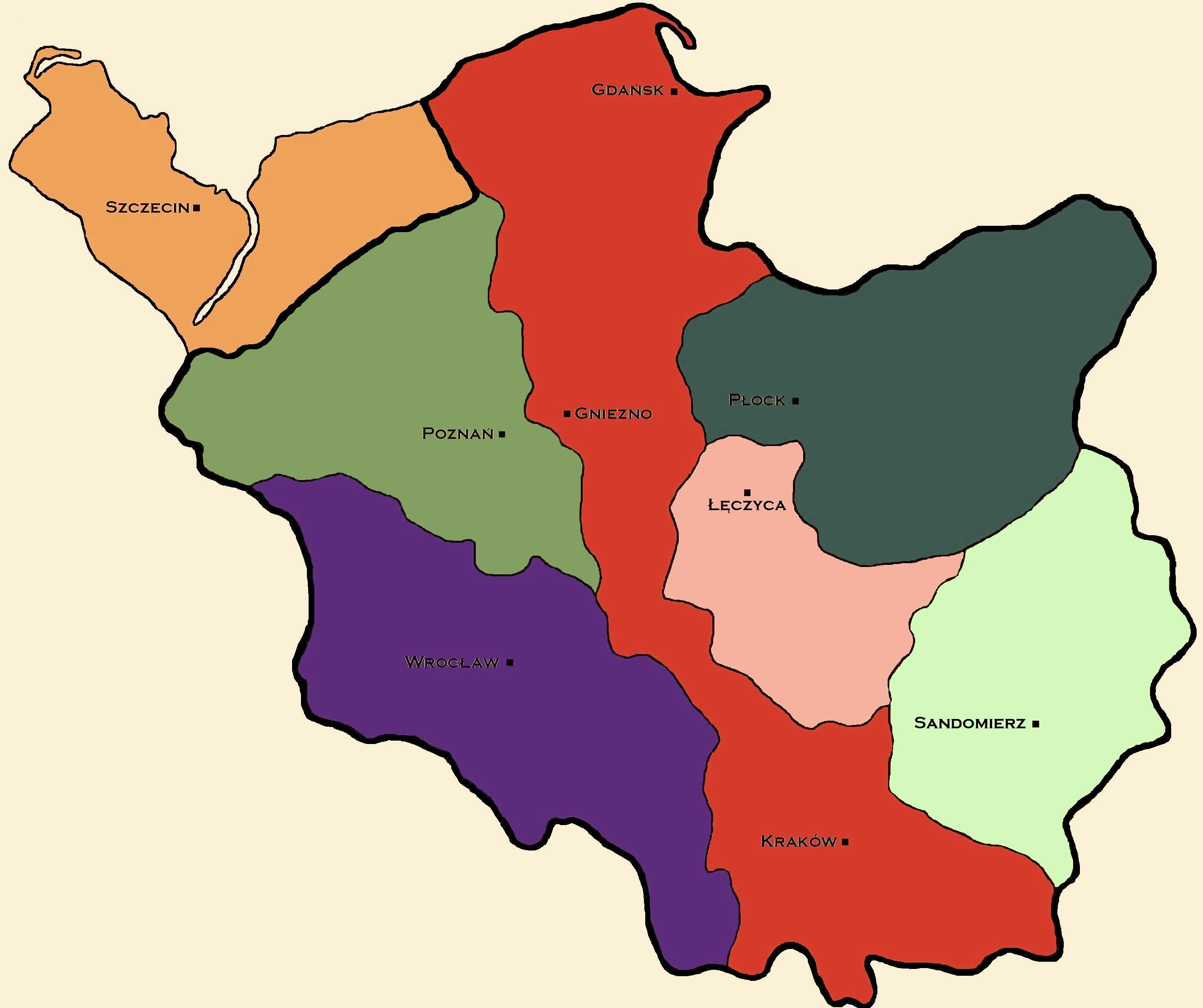
Frammentazione della Polonia nel 1138:
"Provincia del senior", composta da parte orientale della Grande Polonia, Piccola Polonia, Cuiavia occidentale, Terra di Łęczyca e Terra di Sieradz, sotto Ladislao II l'Esiliato
Provincia di Slesia di Ladislao II
Provincia di Masovia di Boleslao IV il Ricciuto
Provincia di Grande Polonia di Miecislao III
Provincia di Sandomierz di Enrico, divisa dal "Provincia del senior"
Provincia di Łęczyca (Terre di Łęczyca, Terre di Sieradz) assegnate a Salomea di Berg
Pomerania, originariamente parte della "Provincia del senior", divisa come provincia vassalla solo la famiglia dei Samboridi (Sobiesławic)

Il principio fondamentale stabilito nel testamento affermava che in ogni momento il membro più anziano della dinastia doveva avere il potere supremo sugli altri e doveva anche controllare un'indivisibile "Provincia del senior": una vasta striscia di terra che andava da nord a sud, con appunto Cracovia, nel centro, come città capitale. Nel 1138 il figlio maggiore di Boleslao, Ladislao II (detto "l'Esiliato"), prese il controllo di questa provincia, composta da:
- La regione della Piccola Polonia, ad eccezione del ducato orientale di Sandomierz, assegnato a uno degli altri figli di Boleslao, Enrico II;
- Parti orientali della regione della Grande Polonia intorno a Gniezno, città principale per la Chiesa polacca, e Kalisz;
- Cuiavia occidentale;
- la zona di Łęczyca, assegnate per tutto il resto della sua vita alla terza vedova di Boleslao, Salome von Berg-Schelklingen.

Il Granduca risiedeva a Cracovia, la capitale della Polonia dal 1038. Le prerogative del Senior includevano anche il controllo del Ducato di Slesia e dei suoi vassalli di Pomerelia a Danzica. Il senior aveva il compito di difendere i confini, il diritto di avere truppe nelle province di altri duchi, di condurre la politica estera, di controllare il clero (incluso il diritto di nominare vescovi e arcivescovi) e di coniare la valuta.
Il Granduca in genere aveva il suo principato (provincia, ducato), che aveva ereditato all'interno del proprio ramo della dinastia dei Piast, e avrebbe lasciato ai suoi eredi personali all'interno del proprio ramo, mentre il ducato di Cracovia seguiva di volta in volta chi era l'anziano (il più vecchio della dinastia). Dunque il territorio di Cracovia era un'aggiunta sostanziale alle risorse di questo, chiunque fosse, e aveva lo scopo di mantenerlo ad un livello superiore rispetto ai suoi vassalli.
Tuttavia, il principio dell'anzianità crollò presto, già con il primo - Ladislao II - che non riuscì a conquistare altre province e nel 1146 fu esiliato dai suoi fratellastri più giovani, una situazione che incise a lungo sull'assetto politico del paese.

## Il ducato
Il ducato originariamente confinava con ciascuno dei quattro ducati della partizione: quello di Masovia con città principale Płock, quello di Sandomierz, quello di Slesia con città principale Breslavia e quello della Grande Polonia con città principale Poznań. Anche dopo che molti di questi furono ulteriormente suddivisi, il ducato di Cracovia manteneva una posizione centrale.

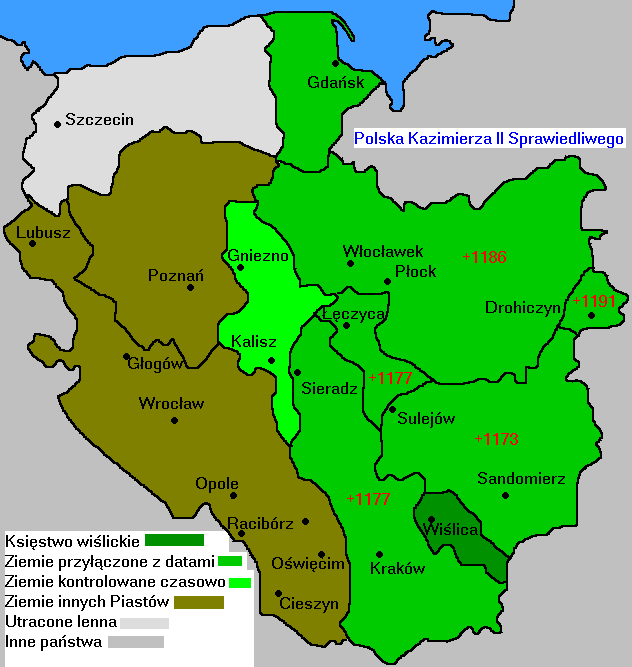
     Ducati polacchi sotto Casimiro II il Giusto (1163-1194)
Durante l'esilio del Gran Duca Ladislao II (che era l'unico dei figli di Boleslao nato dalla prima moglie, Zbyslava), il governo fu assunto dal fratello, Boleslao IV il Riccio (Bolesław Kędzierzawy), Duca di Masovia, che morì senza eredi nel 1173. Fu seguito nel ducato di Cracovia dal secondo figlio più vecchio, Miecislao III il Vecchio (Mieszko III Stary), mentre la Masovia e le terre di Cuiavia passarono al figlio minore di Boleslao IV, Leszek.
Il principio di anzianità si rivelò alla fine un fallimento, dato che il regno di Miecislao III a Cracovia non fu contestato solo dai figli di Ladislao II in esilio ma anche dal figlio più giovane di Boleslao III, ovvero Casimiro II il Giusto (Kazimierz II Sprawiedliwy), che non aveva ricevuto alcuna quota dal testamento del suo defunto padre. Sebbene alla morte di Boleslao IV il Riccio Casimiro avesse ricevuto il ducato di Sandomierz, nel 1177 colse l'occasione di una rivolta di nobili della Piccola Polonia (magnati) e assunse il dominio come Gran Duca dal fratello maggiore Miecislao III. Seguì una lunga lotta tra i fratelli, in base alla quale Miecislao III fu in grado di incorporare le terre nord-occidentali di Gniezno e Kalisz nel suo ducato della Grande Polonia.
La "Provincia del senior" rimase contesa dopo che Cracovia fu ereditata dal figlio di Casimiro Leszek I il Bianco (Leszek Biały) nel 1194, ancora da suo zio Miecislao III (morto nel 1202), poi dal fratello minore Corrado di Masovia, dal cugino, figlio di Miecislao III, figlio Ladislao III Laskonogi e anche dal secondo figlio di Ladislao II l'Esiliato, il Duca dell'Alta Slesia Miecislao IV (Mieszko IV Plątonogi). Nella lotta a lungo termine Leszek I fu ucciso nel 1227 e le terre di Pomerelia si persero quando il Duca Swietopelk II (Świętopełk II Wielki) si dichiarò indipendente. Nel 1232 il duca di Slesia Enrico I il Barbuto alla fine prevalse, riunificando i troni di Breslavia e Cracovia sotto il suo dominio come determinato dalla volontà del compianto Duca Boleslao III Boccatorta nel 1138. Tuttavia il ristabilimento definitivo del regno polacco sotto il dominio dei Piast di Slesia fallì quando il figlio del duca Enrico I, ovvero Enrico II il Pio fu ucciso durante l'invasione mongola nella battaglia di Legnica del 1241. Dopo un interregno gli successe il figlio di Leszek, Boleslao V il Casto, che alla sua morte nel 1279 nominò sovrano il nipote di Corrado, Leszek II il Nero.
I Piast di Slesia raggiunsero nuovamente la "Provincia del senior", quando Leszek II morì senza eredi nel 1288, e il Duca  di Breslavia Enrico IV (Henryk IV Prawy, il Probo) divenne Gran Duca a Cracovia, ma anch'egli morì poi senza eredi nel 1290. La Provincia fu nuovamente contesa tra il duca della Grande Polonia Premislao II (Przemysł II) e il duca di Cuiavia Ladislao I il Breve (Władysław I Łokietek). Premislao II portò la dinastia reale della Boemia dei Přemyslidi negli affari polacchi, alleandosi con il re Venceslao II, a cui cedette il trono di Cracovia. Nel 1295 tuttavia cambiò posizione e si fece incoronare re di Polonia (il primo dalla deposizione di Boleslao II nel 1079) nella città di Gniezno, appunto il luogo tradizionale dell'incoronazione reale. L'anno fu ucciso e, Ladislao I si autoproclamò suo successore - senza dubbio aveva a che fare con la pressione permanente dei pretendenti delle dinastie dei Přemyslidi e dei lussemburghesi, che avevano iniziato a vassalizzare i ducati slesiani sudoccidentali.
Nel 1320 Ladislao I, contro la fiera resistenza del re Giovanni di Boemia, ebbe il consenso di Papa Giovanni XXII a farsi incoronare re polacco a Cracovia. Il Ducato di Cracovia fu infine incorporato nelle Terre della Corona Polacca come Voivodato di Cracovia. Il successore di Ladislao, il re Casimiro III il Grande, dovette acconsentire parzialmente alle rivendicazioni boeme rinunciando alla Slesia nel Trattato di Trenčín del 1335.

## Elenco dei duchi
In questa lista non sono elencati i pretendenti al titolo che non ebbero governo effettivo su Cracovia.
In 1138 Boleslao III "Boccatorta" (Bolesław III Krzywousty, Duca di tutta la Polonia a Cracovia, che divise il suo dominio in cinque ducati con la "Provincia del senior" assegnata a:
- 1138-46 Ladislao II l'Esiliato (Władysław II Wygnaniec), anche Duca di Slesia, deposto dai suoi fratellastri più giovani e esiliato
- 1146 (forse già prima al potere a Cracovia) - 1173 Boleslao IV il Ricciuto (Bolesław Kędzierzawy), fratellastro, anche Duca di Masovia e Duca di Slesia fino al 1163 (ritorno dei figli di Ladislao II)
- 1173-77 Miecislao III il Vecchio (Mieszko III Stary), fratello, Duca di Greater Poland, deposto
- 1177-(90/90-)94 Casimiro II il Giusto (Kazimierz II Sprawiedliwy), anche Duca di Sandomierz dal 1173
  - 1190 brevemente Miecislao III di nuovo
- 1194-99 Leszek I il Bianco (Leszek Biały), figlio di Casimiro II, Duca di Sandomierz, deposto
- 1199-1202 Miecislao III, di nuovo
- 1201 Leszek I di Sandomierz, di nuovo, deposto
- 1202 Corrado (Konrad I Mazowiecki), fratello, Duca di Masovia, deposto
- 1202-06 Ladislao III (Władysław III Laskonogi), figlio di Miecislao III, Duca della Grande Polonia, deposto
  - 1202- Leszek I di Sandomierz, in conflitto con Ladislao III
- 1206-27 Leszek I di Sandomierz, di nuovo
  - 1210-11 Miecislao IV (Mieszko IV Plątonogi), Duca di Alta Silesia
- 1227-29 Ladislao III della Grande Polonia, di nuovo, deposto
- 1227-28 Corrado di Masovia, di nuovo, deposto (conflitto con Ladislao III)
- 1228-38 Enrico I il Barbuto (Henryk I Brodaty), Duca di Bassa Slesia (conflitto)
  - 1229-32 Corrado di Masovia, in conflitto
- 1238-41 Enrico II il Pio (Henryk II Pobożny), Duca di Bassa Slesia
- 1241 Boleslao II il Calvo (Bolesław II Rogatka), Duca di Bassa Slesia, cacciato nel 1241
  - Invasione mongola (Corrado di Masovia era di nuovo signore, sebbene quasi non mantenne Cracovia)
- 1243-79 Boleslao V il Casto (Bolesław Wstydliwy), Duca di Sandomierz
- 1279-88 Leszek II il Nero (Leszek II Czarny), Duca di Cuiavia
- 1288-90 Enrico IV il Probo (Henryk IV Prawy), Duca di Breslavia (in Bassa Slesia)
- 1290-91 Przemysł II, Duca della Grande Polonia, incoronato re nel 1295
  - 1291-1305  Re Venceslao II di Boemia
  - 1305 Re Venceslao III di Boemia, deposto
- 1305- Ladislao I il Breve (Władysław I Łokietek), Duca di Cuiavia, incoronato re nel 1320